# Marcus Cor Von
Montaque Nasir Brown, zwany "Monty" lub Marcus Cor Von (ur. 13 kwietnia 1970 w Saginaw) – amerykański wrestler. 

## Kariera
Grał w National Football League, a jako wrestler występował w Total Nonstop Action Wrestling, World Wrestling Entertainment oraz federacjach: Blood, Sweat and Ears, Juggalo Championship Wrestling i Universal Wrestling Alliance.
10 marca 2004 podpisał kontrakt z TNA i występował w tej federacji do 2006. 16 stycznia 2007 zadebiutował w roasterze Extreme Championship Wrestling. 19 września 2007 został zwolniony z WWE.

## Osiągnięcia
Juggalo Championship Wrestling
- 1x JCW Heavyweight Championship

Prime Time Wrestling
- 1x PTW Heavyweight Championship

PWI
- PWI Rookie of the Year (2004)
- PWI sklasyfikowało go jako 28. z top 500. wrestlerów 2005 roku

Universal Wrestling Alliance
- 2x UWA Heavyweight Championship